# Brüdergemeinschaft Unserer Lieben Frau von den Armen

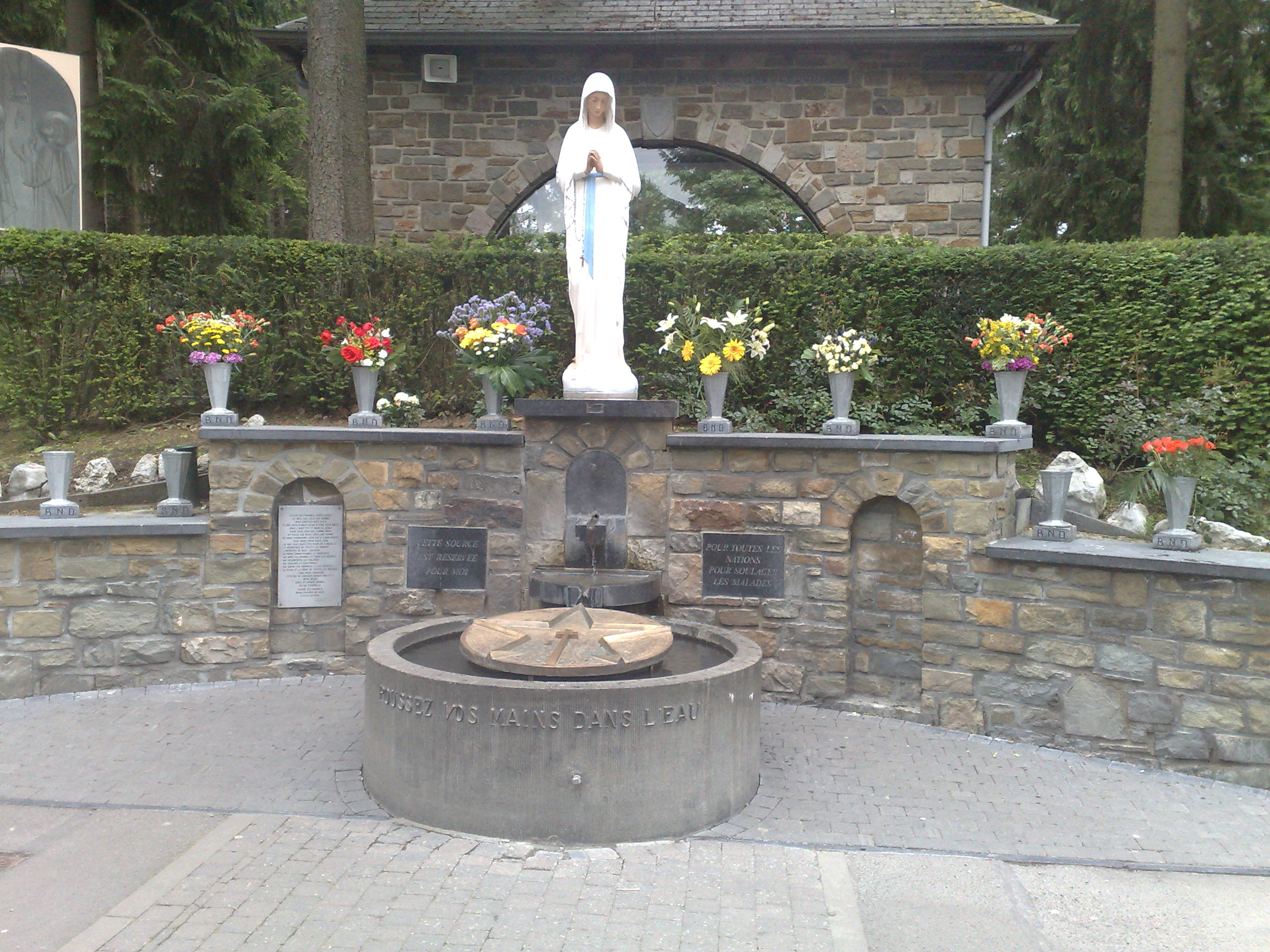
Unsere Liebe Frau von den Armen in Banneux

Die Brüdergemeinschaft Unserer Lieben Frau von den Armen ist eine Ordensgemeinschaft in der  römisch-katholischen Kirche. Die Ordensmitglieder sehen sich in der Nachfolge von Bruder Charles de Foucauld. Sie leben im Geiste des Evangeliums. Die Namensgebung selbst geht auf die Marienerscheinung „Unserer Lieben Frau von den Armen“ von Banneux in Belgien zurück.
Im Mittelpunkt des Ordenslebens steht das Gebet, die tägliche Feier der Eucharistie und das Rosenkranzgebet. Sie Leben in Armut und möchten alle Lebensbedingungen mit den Menschen teilen. Nach dem Noviziat legen die Mitglieder ein Ordensgelübde ab und wählen ein monastisches Leben in Abgeschiedenheit und des Schweigens.